# Christen Longberg
Christen Longberg (Longomontan), pravo ime Christian Sørensen Severin, danski astronom, astrolog in matematik, * 4. oktober 1562, vas Longberg, Jutlandija, Danska, † 8. oktober 1647, København.

## Življenje in delo
Njegov oče po imenu Søren ali Severin je umrl, ko je bil star osem let. Zanj je začel skrbeti njegov stric. Poslal ga je na šolanje v Lemvig na zahodu Danske. Po treh letih je odšel k materi, ker je potrebovala njegovo pomoč pri delu na poljih. Strinjala se je, da je pozimi lahko študiral z duhovnikom župnije. To je veljalo do leta 1577. Tedaj je zaradi zlonamernosti nekaterih svojih sorodnikov in zaradi želje po znanju odšel v Viborg.
Tu se je vpisal na klasično gimnazijo in delal, da bi lahko plačeval svoje stroške. Leta 1588 je odšel v København, ki je slovel po dobrih univerzah. Leta 1589 ga je za pomočnika vzel Tycho de Brahe na svojem observatoriju Uraniborg. Tu je ostal osem let. Z de Brahejem sta zapustila otok Hueen. 1. junija 1597 je odšel študirati na nekatere nemške univerze. Januarja 1600 se je spet pridružil de Braheju v Pragi in dokončal Lunino teorijo svojega učitelja. Avgusta se je vrnil domov.
Obiskal je Frombork, kjer je opazoval Nikolaj Kopernik. Magistriral je na Univerzi v Rostocku. V Kobenhavnu je našel pokrovitelja, danskega kanclerja Christiana Friisa, ki ga je zaposlil na svojem domu. Leta 1603 so ga imenovali za rektorja šole v Viborgu. Dve leti kasneje so ga izbrali za profesorja na Univerzi v Kobenhavnu. Leta 1607 so mu podelili stolico za matematiko, kjer je ostal vse do svoje smrti.
Longberg ni bil napredni učenjak. zagovarjal je de Brahejeve napačne poglede o refrakciji, verjel je, da so kometi glasniki zla in bil je prepričan, da je rešil problem kvadrature kroga. Izračunal je, da je obseg kroga s premerom 43 enak kvadratnemu korenu od 18252, kar da 3,14185 ... za vrednost števila π. John Pell in drugi so ga poskušali prepričati, da se moti. Leta 1632 je v Kobenhavnu slavnostno odprl izgradnjo državnega astronomskega poslopja, njegove dograditve pa ni dokončal. Danski kralj Kristijan IV., kateremu je posvetil delo Astronomia Danica, razlago de Brahejevega sitema sveta, mu je podelil kanoništvo Lundna v Schleswigu.
Longberg se je ukvarjal s problemom vrtenja Zemlje okrog svoje osi.

## Delo
Njegova glavna dela iz matematike in astronomije so:
- Systemalis Mathematici, itd. (1611),
- Cyclometria e Lunulis reciproce demonstrata, itd. (1612),
- Disputatio de Eclipsibus (1616),
- Astronomia Danica, itd. (1622),
- Disputationes quatuor Astrologicae (1622),
- Pentas Problematum Philosophae (1623),
- De Chronoiabio Historico, seu de Tempore Dispulatsones tres (1627),
- Geometriae quaesita XIII. de Cyclometria rabionali et vera (1631),
- Inventio Quadraturae Circuli (1634),
- Disputatio de Matheseos Indole (1636),
- Coronis Problematica ex Mysteriis trium Numerorum (1637),
- Problemata duo Goemetrica (1638),
- Problema contra Paulum Guidinum de Circuli Mensura (1638),
- Introductio in Theatrum Astronomicum (1639),
- Rotundi in Piano, itd. (1644),
- Admiranda Operatio trium Numerorum 6, 7, 8, itd. (1645),
- Caput tertium Libri primi de absoluta Mensura Rotundi plani, itd. (1646).

1. ↑  data.bnf.fr: platforma za odprte podatke — 2011.
2. ↑  Dansk Biografisk Lexikon